# Altavoz inalámbrico

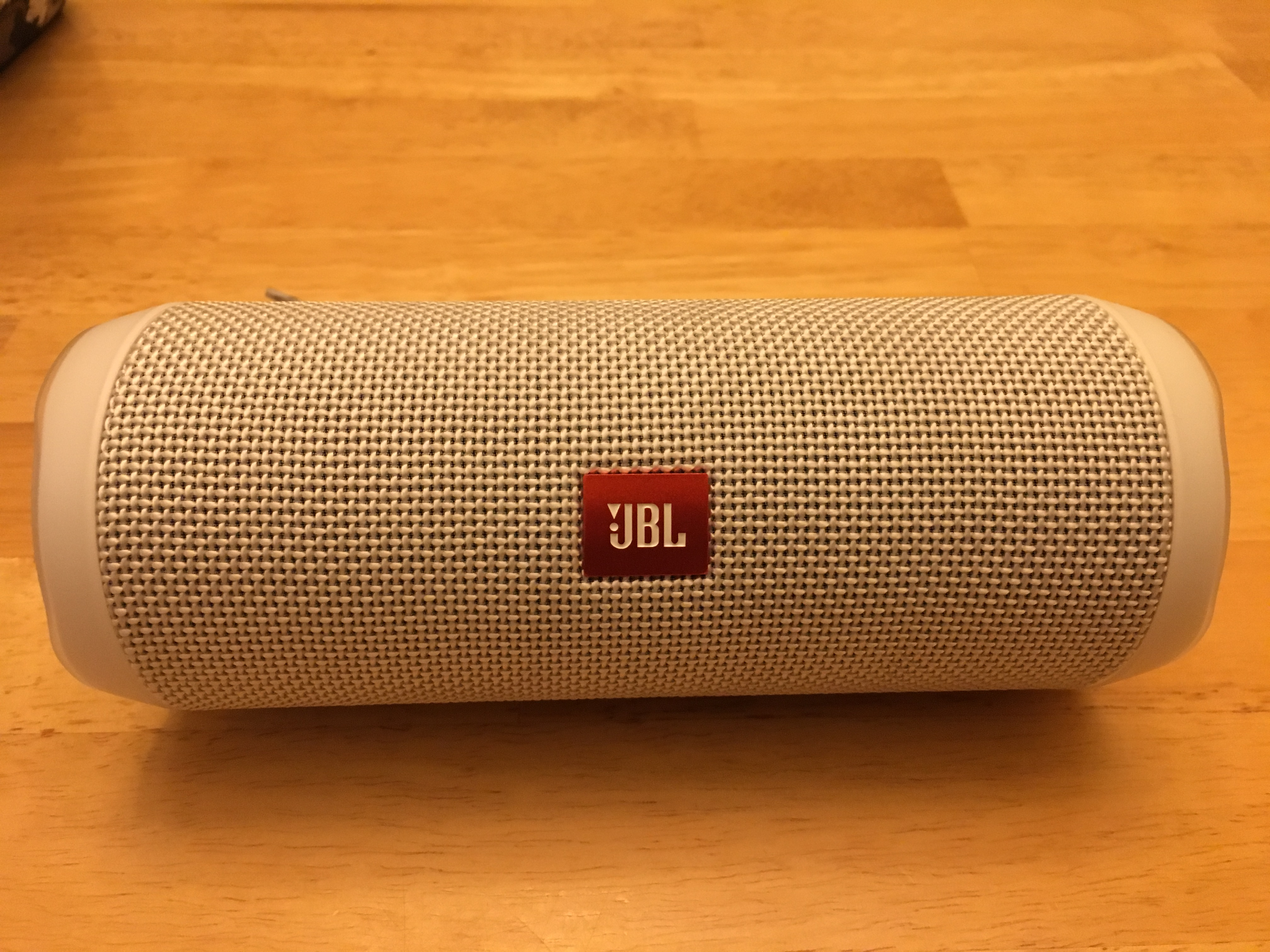
Un altavoz bluetooth JBL Flip 4 conectado a un cable de carga.

Los altavoces inalámbricos son altavoces que reciben señales de audio mediante ondas de radiofrecuencia (RF) en lugar de cables de audio. Las dos frecuencias de RF más populares que admiten la transmisión de audio a altavoces inalámbricos incluyen una variación de WiFi IEEE 802.11, mientras que otras dependen de Bluetooth para transmitir datos de audio al altavoz receptor.

## Visión general
Los altavoces inalámbricos se componen de dos unidades: una unidad de altavoz principal que combina el altavoz en sí con un receptor de RF y una unidad de transmisión de RF. El transmisor se conecta a la salida de audio de cualquier dispositivo de audio, como equipos de alta fidelidad, televisores, computadoras, reproductores de MP3, etc. Normalmente se usa un conector RCA para lograr esto. El receptor se coloca donde el oyente quiere que esté el sonido, lo que brinda la libertad de mover los parlantes inalámbricos sin la necesidad de usar cables. La unidad de receptor / altavoz generalmente contiene un amplificador para aumentar la señal de audio al altavoz; funciona con baterías o con un tomacorriente de CA.
El rango de frecuencia de la señal utilizado por los altavoces inalámbricos es generalmente el mismo que el utilizado por los teléfonos inalámbricos: 900 MHz. La señal de RF puede atravesar paredes y suelos / techos. La mayoría de los fabricantes afirman que la señal se transmite en un rango de 150 a 300 pies (50 a 100 m). Muchos parlantes inalámbricos cuentan con canales de transmisión variables que se pueden configurar con un botón de sintonización para superar la posible interferencia de RF con otros dispositivos inalámbricos cercanos, como teléfonos inalámbricos o monitores para bebés.
Algunos altavoces inalámbricos utilizan la banda de frecuencia de 2,4 GHz.

### Calidad de sonido
Los modelos más básicos solo ofrecen una potencia de salida de 3W, lo que no permite una calidad de sonido óptima. Los modelos de gama media van hasta 20W y los modelos de gama alta pueden llegar hasta 100W y más. [cita requerida]
El número de altavoces también puede variar: mientras que los modelos de nivel de entrada se limitan a un solo altavoz, los modelos más elaborados pueden ofrecer dos y, por lo tanto, tener reproducción de sonido estéreo. Algunos parlantes inalámbricos agregan un radiador pasivo para mejorar la reproducción de baja frecuencia y lograr un sonido más profundo.

### Bluetooth
Los modelos recientes generalmente usan Bluetooth 4.0 o incluso Bluetooth 5, y los parlantes inalámbricos generalmente tienen un alcance de 10 metros.[cita requerida] Los dispositivos Bluetooth usan una frecuencia de comunicación por radio de manera que los dispositivos no tienen que estar en una línea de visión con cada uno otro.
Algunos altavoces pueden beneficiarse del sistema NFC para facilitar el emparejamiento con el dispositivo fuente.

### Batería
Los parlantes inalámbricos usan baterías recargables para alimentarlos. El tiempo de funcionamiento del altavoz antes de tener que recargarlo suele ser de 6 horas. Los modelos con baterías más potentes pueden durar hasta 10 horas o más. Casi todos los altavoces inalámbricos funcionan con baterías recargables que no son reemplazables, por lo que la vida útil de estos altavoces es la de sus baterías. Algunos modelos de altavoces con una gran capacidad de batería también pueden actuar como un banco de energía para cargar otro dispositivo a su capacidad máxima, como un teléfono móvil.
Por lo general, se recargan con un enchufe de dispositivo C8 o un conector USB más universal, principalmente a través de conectores mini, micro-USB o USB-C. Otros altavoces utilizan conectores patentados como el conector Lightning de Apple. El ciclo de carga completo de un altavoz generalmente varía de 3 a 6 horas.

## Altavoces inalámbricos híbridos
A partir de 2015, algunos altavoces inalámbricos integran funciones de telefonía VOIP. Otros modelos tienen radio FM integrada. Los modelos de gama alta agregan una pantalla LCD para facilitar la selección y el almacenamiento de estaciones de radio.
La mayoría de los parlantes inalámbricos tienen un micrófono incorporado, que permite recibir y realizar llamadas usando un teléfono móvil en modo manos libres. Cuando entra una llamada, la música se apaga automáticamente y se reanuda tan pronto como finaliza la llamada.
Con el desarrollo de los asistentes de voz, los fabricantes han integrado la capacidad de emparejarlos con sus dispositivos. De esta manera, los comandos se pueden pasar al altavoz a través del micrófono integrado, que luego será ejecutado por el asistente de voz.

## Altavoz de ducha

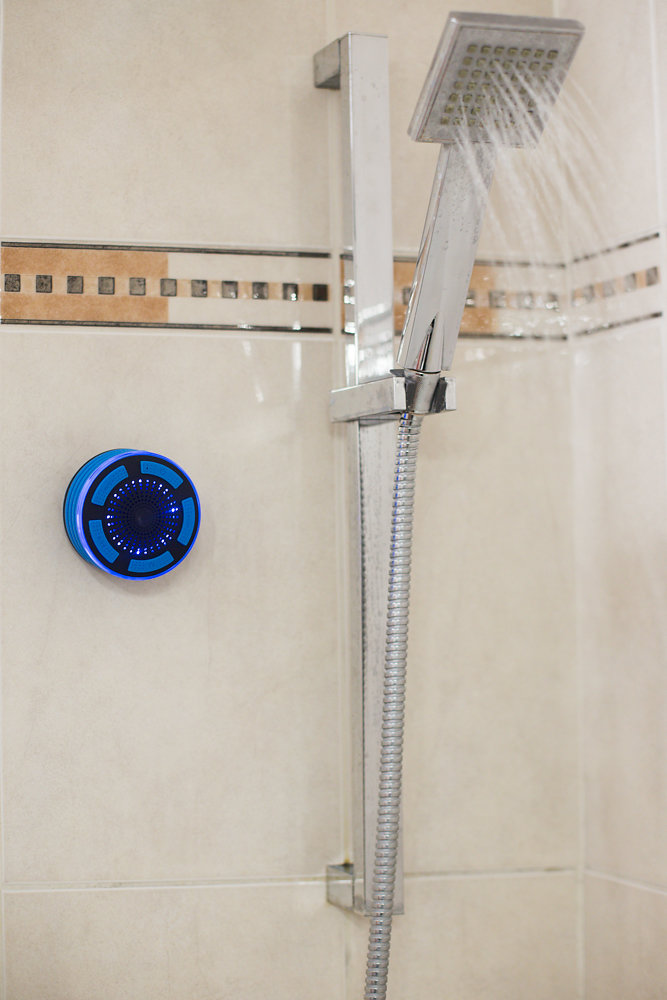
Un altavoz de ducha conectado a la pared de una ducha con una ventosa

Un altavoz de ducha es un altavoz Bluetooth diseñado para su uso en entornos húmedos como duchas o, en general, en el baño. También hay altavoces de ducha que utilizan Wi-Fi, aunque esto es más raro.
El hablante debe emparejar primero con un dispositivo Bluetooth. En general, es un teléfono inteligente o una tableta. Es este dispositivo el que servirá como fuente de la música que se reproducirá a través del altavoz. 
En primer lugar, un altavoz de ducha debe ser capaz de resistir las salpicaduras de agua. Esta resistencia se expresa mediante un índice IP (Ingress Protection) que debe mencionarse en el producto. Los índices más frecuentes que se encuentran son el índice IPX4, que indica que el dispositivo está protegido contra salpicaduras. Otros modelos ofrecen una protección superior, como IPX7. En este caso, el recinto es completamente sumergible en agua a una profundidad de 1 metro durante media hora. Entonces se considera impermeable. Algunos modelos, más raros, amplían su protección hasta el índice 8.
El altavoz de ducha debe poder instalarse en todos los entornos. Es por eso que los fabricantes han planeado equipar sus dispositivos con diferentes formas de repararlos. La ventosa es el sistema más básico y se encuentra en los altavoces de nivel de entrada. Su principal desventaja es la mala adherencia a la pared de la ducha, lo que puede hacer que la unidad se caiga. El soporte de montaje es el sistema más seguro para fijar el altavoz, pero requiere perforar un agujero en la pared. El mosquetón permite que el altavoz cuelgue de la barra de la cortina de ducha. Solo es apto para los modelos más pequeños y ligeros.

## Véase más
- Altavoz inteligente
- Caja infinita